# Куштумга (село)
Куштумга́ — упразднённое в 1960-х годах село в Челябинской области РСФСР СССР. Ныне территория Миасского городского округа.

## География
Село Куштумга располагалось у южных отрогов Малого Уральского хребта, на правом берегу одноимённой реки (Куштумга).
В 1960-х годах в связи со строительством в окрестностях Куштумги режимного объекта Златоустовского машиностроительного завода все жители села были переселены в ближайшие города — Миасс и Златоуст.
В 2010 году на месте села установлен установлен памятный крест с каменной плитой, на которой высечены фамилии жителей Куштумги, не вернувшихся с Великой Отечественной войны (43 имени).

### Административно-территориальная принадлежность
До упразднения уездно-губернского деления — в Златоустовском уезде Уфимской губернии (Российская империя). С 1923 года — в Уральской области, с 1934 года — в Челябинской области.

## Инфраструктура
Состояло из ста дворов и двух улиц. В нём была церковь и четырёхклассная школа. Жители села занимались производством древесного угля и сбором ягод.

## Известные уроженцы, жители
- Николай Санников (псевдоним — Куштум)[3].